# Experimento aleatório
Entendemos por experimento aleatório os fenômenos que, quando repetidos inúmeras vezes em processos semelhantes, possuem resultados imprevisíveis. O lançamento de um dado e de uma moeda são considerados exemplos de experimentos aleatórios, no caso dos dados podemos ter seis resultados diferentes {1, 2, 3, 4, 5, 6} e no lançamento da moeda, dois {cara, coroa}.
Do mesmo modo, se considerarmos um sorteio com 50 bolas numeradas de 1 a 50, ao retirarmos uma bola não saberemos dizer qual o número sorteado. Essas situações envolvem resultados impossíveis de prever. Podemos relacionar esse tipo de experimento com situações cotidianas, por exemplo, não há como prever a vida útil de todos os aparelhos eletrônicos de um lote, pois isso dependerá das condições de uso impostas pelas pessoas que adquirirem o produto. Outro exemplo que demonstra a característica de um experimento aleatório são as previsões do tempo.
Os experimentos aleatórios produzem possíveis resultados que são denominados espaços amostrais. O espaço amostral possui subconjuntos denominados eventos. Como já citado anteriormente, temos que o número possível de elementos no lançamento de um dado é o seu espaço amostral, isto é, {1, 2, 3, 4, 5, 6} e os subconjuntos, os possíveis eventos são {(1), (2), (3), (4), (5), (6)}. No caso da moeda, o espaço amostral são os dois possíveis resultados {cara e coroa} e os eventos são {(cara), (coroa)}.
As cartas também são ótimos exemplos utilizados nos estudos probabilísticos. Temos que o espaço amostral das cartas é constituído de 52 cartas, onde podemos ter vários eventos, dependendo da característica escolhida.